# Nicole Angat
Nicole Angat (* 9. April 1982 in Port Moresby) ist eine papua-neuguineische Tennisspielerin.

## Karriere
Angat spielt überwiegend Turniere auf der ITF Women’s World Tennis Tour, wo sie aber noch keinen Titel gewinnen konnte.
Von 2000 bis 2001 spielte Angat für die Billie-Jean-King-Cup-Mannschaft von Pacific Oceania, wo sie von ihren zehn Spielen eines von fünf Einzeln und zwei von fünf Doppel gewinnen konnte.